# Pierce Butler
Pierce Butler (County Carlow (Ierland), 11 juli 1744 - Philadelphia, (Pennsylvania), 15 februari 1822) was een Amerikaans militair, plantage-eigenaar en staatsman, en een van de founding fathers. Hij vertegenwoordigde South Carolina in het Continental Congress en in de Amerikaanse Senaat.
Butler vocht vanaf 1758 mee in de Franse en Indiaanse Oorlog als lid van het Britse leger vooraleer terug te keren naar zijn thuisland, Ierland. Butlers legeronderdeel werd in 1768 weer uitgezonden naar Noord-Amerika en hij werd te Boston gestationeerd. Toen hij in 1773 weer werd teruggeroepen naar Groot-Brittannië verliet hij het leger om in Amerika achter te kunnen blijven. Hij vestigde zich in South Carolina alwaar hij een boerenbedrijf oprichtte.
Na het uitbreken van vijandelijkeheden aan het begin van de Amerikaanse Onafhankelijkheidsoorlog koos Butler de kant van de revolutie en diende hij tussen 1776 en 1789 in de wetgevende vergadering van South Carolina. Hij hielp tevens de South Carolina milities om zich beter voor te bereiden op de vijandelijkheden. Nadat de Britten grote delen van South Carolina hadden bezet nam hij ook actief deel aan de oorlog tegen zijn voormalige moederland.
Na de oorlog werd Butler gekozen als een van de delegatieleden van South Carolina bij de Constitutional Convention die in Philadelphia werd gehouden. Butler ondertekende de Grondwet. In 1789, nadat de Grondwet in werking was getreden, werd Butler lid van de Senaat, een positite die hij tot 1796 en van 1802 tot 1804 zou bekleden. Gedurende deze periode onderging hij een politieke transformatie van Federalist tot "Jeffersonische" Democraat om vervolgens zichzelf als politiek onafhankelijk te beschouwen.
Butler overleed in 1822 op 77-jarige leeftijd.